# Acuminocythere crescentensis
Acuminocythere crescentensis is een mosselkreeftjessoort uit de familie van de Schizocytheridae. De wetenschappelijke naam van de soort is voor het eerst geldig gepubliceerd in 1974 door Swain & Gilby.